# Rozzol Melara
Rozzol Melara è un quartiere di Trieste, delimitato a nord dal boschetto de "Il Cacciatore", a sud da via Cumano e piazzale Alcide De Gasperi, a ovest da via delle Settefontane, via Vergerio, tratto di via Revoltella fino alla intersezione con via Domenico Rossetti, via Domenico Rossetti intersezione via Mameli, via dell'Eremo e infine via San Pasquale; a est con la rotonda stradale tra Via Marchesetti e via Forlanini. Inoltre è conosciuto per ospitare largo Vincenzo Barsigliano ed il complesso residenziale popolare ATER comunemente chiamato anche come il "quadrilatero" di Melara.
Il quadrilatero di Melara è stato progettato da un nutrito gruppo di professionisti triestini (in numero di 29) selezionato dall'Ordine degli Architetti e degli Ingegneri, coordinati da Carlo Celli dello studio Celli di Trieste e costruito tra il 1969 e il 1982 sotto le teorie socio-architettoniche di Le Corbusier. Il complesso, in stile brutalista, è formato da due corpi di fabbrica a L, dai sette ai quindici piani, del volume di 267 000 metri cubi che si estende su una superficie di 89 000 metri quadri e conta 648 appartamenti, da 45 a 100 mq, e circa 2 500 residenti. I due edifici a L sono posti in comunicazione attraverso percorsi coperti che formano al centro una grande crociera, luogo di incontro. Nell'intento progettuale l'idea era quella di creare una sorta di "villaggio indipendente" fornito di tutti i bisogni primari (negozi, scuole, ecc.). Le chiavi dei primi appartamenti furono consegnate tra il 1979 e il 1981 soprattutto a coppie giovani. Il quadrilatero dista quattro chilometri dal centro di Trieste.

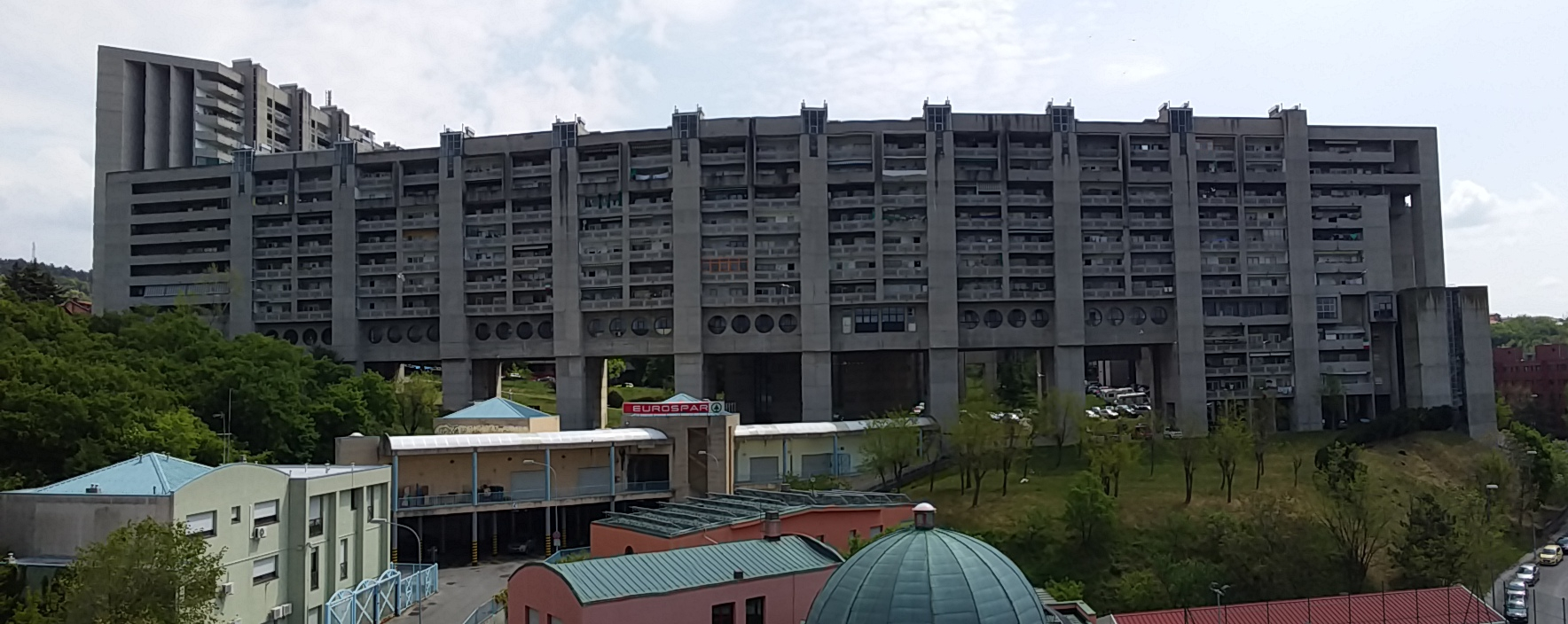
Panoramica del quadrilatero a Melara

## Altri edifici
A Rozzol sorge la parrocchia di San Pio X e a Melara quella di San Luca Evangelista; entrambe le chiese furono costruite nella seconda metà del Novecento.